# Tommy Briggs
Thomas Henry Briggs, plus connu sous le nom de Tommy Briggs (né le 27 novembre 1923 à Chesterfield dans le Derbyshire et mort le 10 février 1984 à Grimsby dans le Lincolnshire), est un joueur de football anglais qui évoluait au poste d'attaquant, avant de devenir ensuite entraîneur.

## Palmarès

### Palmarès de joueur
Grimsby Town
- Championnat d'Angleterre D2 :
  - Meilleur buteur : 1949-50 (35 buts) et 1954-55 (33 buts).

### Palmarès d'entraîneur
Glentoran
- Championnat d'Irlande du Nord :
  - Vice-champion : 1959-60.